# 粉巷
粉巷是位于西安市内的一条街道，因明清时期遍布磨面的作坊和粮店而得名。现在粉巷街道两边种植了合欢树，亦开有不少时尚小店。

## 历史
隋唐时期，粉巷所在地位于长安城皇城内，约在太常寺北，皇城第六横街中段，东口在安上门街。明末清初时，以“粉”为街名。粉巷也是西安府城里的猪市所在地。辛亥革命后，军政府在粉巷设立粮食平粜处，将接收的清朝库存粮食十几万石，开仓平粜。粉巷也是1949年前西安市三大粮食市场之一。
粉巷也是西安较早的金融中心的一部分：自清代开始，在盐店街、五味什字、南院门、粉巷一带，集中分布了不少钱庄。1933年11月，交通银行在西安开办的第一家分行就在粉巷。1949年5月，中国人民银行西安市分行也将地址选在了粉巷。1931年，西安首家私人集资经营的信托公司“通济信托公司”在粉巷成立。
西安市最早的公共汽车站，也在粉巷，1943年，“西安粉巷汽车站”正式运营，开通从西安到韦曲、太乙宫、王曲的交通车。

## 知名地点
- 西安市第一人民医院

## 同名小说
退休教师李希仲以清末至民国六十年间的变革为背景，创作了长篇小说《粉巷》。